# Milaan-San Remo 2014
De 105e editie van de wielerwedstrijd Milaan-San Remo werd gehouden op 23 maart 2014. De renners reden een wedstrijd van 294 kilometer tussen Milaan en San Remo. De wedstrijd maakte deel uit van de UCI World Tour 2014. Titelverdediger was de Duitser Gerald Ciolek. Dit jaar versloeg de Noor Alexander Kristoff met enkele fietslengtes Fabian Cancellara, die voor de vierde maal op rij op het podium stond, en Ben Swift in een sprint.

## Deelnemende ploegen
| 18 UCI World Tour-ploegen | 18 UCI World Tour-ploegen | 18 UCI World Tour-ploegen | 7 wildcards        |
| ------------------------- | ------------------------- | ------------------------- | ------------------ |
| AG2R La Mondiale          | FDJ.fr                    | Movistar                  | Androni Giocattoli |
| Astana                    | Garmin Sharp              | Omega Pharma-Quick-Step   | Bardiani CSF       |
| Belkin                    | Giant-Shimano             | Orica-GreenEdge           | Neri Sottoli       |
| BMC Racing Team           | Lampre-Merida             | Sky ProCycling            | IAM Cycling        |
| Cannondale                | Lotto-Belisol             | Tinkoff-Saxo              | MTN-Qhubeka        |
| Europcar                  | Katjoesja                 | Trek Factory Racing       | NetApp-Endura      |
|                           |                           |                           | Unitedhealthcare   |

## Verloop
Maarten Tjallingii en Jan Bárta gingen al vanaf het begin in de aanval. Zij kregen gezelschap van Marc de Maar, Nicola Boem, Antonino Parrinello, Matteo Bono en Nathan Haas, waardoor een kopgroep van zeven man ontstond. De zeven kregen een vrijgeleide van het peloton en kwamen met een voorsprong van meer dan tien minuten bij de Turchino aan. In de regenachtige route langs de Ligurische kust liet Boem zijn medevluchters gaan, waardoor de kopgroep met zes man verderging. Ook Haas en Parinello zouden de koplopers in aanloop naar de heuvels moeten laten gaan. Na de Capo Berta verdween ook Jan Bárta uit de kopgroep.
De drie overgebleven koplopers begonnen met een voorsprong van ongeveer twee minuten aan de Cipressa, waar Bono al snel zijn medevluchters moest laten gaan. Aan kop van het peloton zorgde een tempoversnelling van Cannondale ervoor dat de groep snel uitdunde. Vincenzo Nibali zette met een demarrage de jacht in op de koplopers, die op de top nog maar een voorsprong van vijftien seconden over hadden. In de afdaling over het natte wegdek sloot Nibali aan. De Siciliaan ging erop en erover en begon met een voorsprong van een 15 seconden aan de beklimming van de Poggio.
Vlak voor de Poggio reed John Degenkolb, vooraf betiteld als een van de favorieten, lek. Nibali werd tijdens de beklimming ingelopen. Trek Factory Racing stuurde Grégory Rast vooruit, die met Enrico Battaglin een medevluchter kreeg. Een demarrage van Philippe Gilbert zorgde voor een hergroepering. Vlak voor de top ging Lars Petter Nordhaug ten aanval, maar hij werd samen met medevluchter Greg Van Avermaet in de afdaling ingelopen.
In de finishstraat Lungomare ging Van Avermaet vroeg de sprint aan, maar zijn poging kwam door materiaalproblemen niet uit de verf. Mark Cavendish moest van ver komen, maar Alexander Kristoff kwam langszij en won de sprint met overmacht. Hij liet dankzij deze zege voor de eerste maal het Noorse volkslied klinken in San Remo.

## Uitslag
| Milaan-San Remo 2014 |                      |                         |          |
| Plaats               | Naam                 | Ploeg                   | Tijd     |
| Winnaar              | Alexander Kristoff   | Katjoesja               | 6u55'56" |
| 2                    | Fabian Cancellara    | Trek Factory Racing     | z.t.     |
| 3                    | Ben Swift            | Sky ProCycling          | z.t.     |
| 4                    | Juan José Lobato     | Movistar Team           | z.t.     |
| 5                    | Mark Cavendish       | Omega Pharma-Quick-Step | z.t.     |
| 6                    | Sonny Colbrelli      | Bardiani CSF            | z.t.     |
| 7                    | Zdeněk Štybar        | Omega Pharma-Quick-Step | z.t.     |
| 8                    | Sacha Modolo         | Lampre-Merida           | z.t.     |
| 9                    | Gerald Ciolek        | MTN-Qhubeka             | z.t.     |
| 10                   | Peter Sagan          | Cannondale              | z.t.     |
| 11                   | Ramūnas Navardauskas | Team Garmin-Sharp       | z.t.     |
| 12                   | Salvatore Puccio     | Sky ProCycling          | z.t.     |
| 13                   | Philippe Gilbert     | BMC Racing Team         | z.t.     |
| 14                   | Sebastian Langeveld  | Team Garmin-Sharp       | z.t.     |
| 15                   | Lars Petter Nordhaug | Belkin Pro Cycling      | z.t.     |
| 16                   | Yoann Offredo        | FDJ.fr                  | z.t.     |
| 17                   | Francisco Ventoso    | Movistar Team           | z.t.     |
| 18                   | Daniele Bennati      | Tinkoff-Saxo            | z.t.     |
| 19                   | Grégory Rast         | Trek Factory Racing     | z.t.     |
| 20                   | Fabio Felline        | Trek Factory Racing     | z.t.     |

1907 · 1908 · 1909 · 1910 · 1911 · 1912 · 1913 · 1914 · 1915 · 1916 · 1917 · 1918 · 1919 · 1920 · 1921 · 1922 · 1923 · 1924 · 1925 · 1926 · 1927 · 1928 · 1929 · 1930 · 1931 · 1932 · 1933 · 1934 · 1935 · 1936 · 1937 · 1938 · 1939 · 1940 · 1941 · 1942 · 1943 · 1944 · 1945 · 1946 · 1947 · 1948 · 1949 · 1950 · 1951 · 1952 · 1953 · 1954 · 1955 · 1956 · 1957 · 1958 · 1959 · 1960 · 1961 · 1962 · 1963 · 1964 · 1965 · 1966 · 1967 · 1968 · 1969 · 1970 · 1971 · 1972 · 1973 · 1974 · 1975 · 1976 · 1977 · 1978 · 1979 · 1980 · 1981 · 1982 · 1983 · 1984 · 1985 · 1986 · 1987 · 1988 · 1989 · 1990 · 1991 · 1992 · 1993 · 1994 · 1995 · 1996 · 1997 · 1998 · 1999 · 2000 · 2001 · 2002 · 2003 · 2004 · 2005 · 2006 · 2007 · 2008 · 2009 · 2010 · 2011 · 2012 · 2013 · 2014 · 2015 · 2016 · 2017 · 2018 · 2019 · 2020 · 2021 · 2022 · 2023 · 2024 · 2025

Lijst van beklimmingen
 Tour Down Under · 
 Parijs-Nice · 
 Tirreno-Adriatico · 
 Milaan-San Remo · 
 Ronde van Catalonië · 
 E3 Harelbeke · 
 Gent-Wevelgem · 
 Ronde van Vlaanderen · 
 Ronde van het Baskenland · 
 Parijs-Roubaix · 
 Amstel Gold Race · 
 Waalse Pijl · 
 Luik-Bastenaken-Luik · 
 Ronde van Romandië · 
 Ronde van Italië · 
 Critérium du Dauphiné · 
 Ronde van Zwitserland · 
 Ronde van Frankrijk · 
 Clásica San Sebastián · 
 Ronde van Polen · 
  Eneco Tour · 
 Ronde van Spanje · 
 Vattenfall Cyclassics · 
 GP Ouest France-Plouay · 
 Grote Prijs van Quebec · 
 Grote Prijs van Montreal · 
 UCI Ploegentijdrit · 
 Ronde van Lombardije · 
 Ronde van Peking